# Samlerne
|  | Denne artikel er oprettet af botten Steenthbot ud fra en ekstern database. Den kan derfor have sproglige fejl eller mangler. Denne skabelon kan fjernes efter kontrol af indholdet. |

Samlerne er en dansk dokumentarfilm fra 2003 instrueret af Vibeke Vogel efter eget manuskript.

## Handling
Instruktørens udgangspunkt for at lave denne dokumentarfilm har været en fascination af den upåagtede kunst. "Ting, malerier, bestemte steder, der fastholder det, vi mindes og længes efter". I filmen medvirker fire mænd: Ulf i Sverige, som samler på antikviteter og bare gamle, godt brugte ting. Egon i Danmark, som sælger malerier med bondegårdsidyller, smukke solnedgange og abstrakte refleksioner. Jose, der forsøger at holde sammen på et museum fyldt med kunstfragmenter i en lille landsby i Portugal. Og Lars-Olof, der har ladet sit barndomshjem stå urørt midt ude i den svenske skov. Mændene vogter med ømhed og omtanke hver sin tabte verden. Her trives en særlig tilstand af vemodighed og længsel, som også er filmens.